# 八百津町立八百津小学校
八百津町立八百津小学校（やおつちょうりつ やおつしょうがっこう）は岐阜県加茂郡八百津町にある公立の小学校。
近年は、杉原千畝生誕の地として、人権教育活動の創作劇の「イェフダーと七つの灯」を制作している。毎年人権創作劇の上演を行い伝統としている。

## 通学区域
- 通学区域は八百津、錦織であり、公立中学校の進学先は八百津町立八百津中学校である[2]。2023年からは廃校となった八百津町立潮見小学校の通学区域（潮見、南戸）が加わる。

## 沿革
- 1873年（明治6年） - 善恵義校が開校する。
- 1874年（明治7年） - 細目学校に改称する。
- 1889年（明治22年） - 
  - 細目村が町制施行。八百津町が発足がする。
  - 八百津尋常高等小学校に改称する。
- 1908年（明治41年） - 北山分教場、杣沢分教場を設置する。
- 1941年（昭和16年） - 八百津国民学校に改称する。
- 1947年（昭和22年） - 八百津町立八百津小学校に改称する。
- 1955年（昭和30年）2月1日 - 錦津村と合併。同時に錦津小学校錦織分校が八百津小学校錦織分校となる。
- 1959年（昭和34年） - 新校舎完成。
- 1960年（昭和35年） - 錦織分校を廃止する。
- 1962年（昭和37年） - プールが完成する。
- 1963年（昭和38年） - 杣沢分校を廃止する。
- 1978年（昭和53年） - 北山分校を廃止する。
- 1994年（平成6年） - 新プールが完成する。
- 2004年（平成16年） - 新体育館が完成する。
- 2023年（令和5年） - 八百津町立潮見小学校を統合[3]。